# Танчо Гугалов
Танчо Кирилов Гугалов е български лекар и политик, министър на здравеопазването през 1992–1994 година.

## Биография
Танчо Гугалов е роден в София на 8 февруари 1952 година. През 1979 година завършва Медицинска академия в град София, а до 1985 специализира неврология. От 1985 до 1987 е специализант в Москва по организация и управление на здравеопазването.
През 1992 година Гугалов е назначен за началник на медицинското управление на Министерството на отбраната. В периода 1992 – 1994 година е министър на здравеопазването в правителството на Любен Беров. Между 1996 и 2007 година работи в Клинична болница в София.